# Покрівельник
Покрівельник, механік з покрівлі або підрядник з покрівельних робіт — це робітник, який спеціалізується на будівництві даху. Покрівельники замінюють, ремонтують і встановлюють дахи будівель, використовуючи різні матеріали, включаючи черепицю, бітум і метал. Покрівельні роботи можуть бути фізично важкими, оскільки вони включають підняття важких предметів, а також лазіння, нахиляння та стояння на колінах, часто в екстремальних погодних умовах. Скручена або гнила черепиця, відсутність черепиці та утворення пухирів — усе це ознаки того, що дах потребує уваги.